# پروومایسکویه (استان آمور)
پروومایسکویه (به لاتین: Pervomayskoye) یک منطقهٔ مسکونی در روسیه است که در استان آمور واقع شده‌است.